# Selenat de sodi
El selenat de sodi és un compost químic del grup de les sals, constituït per anions selenat {\displaystyle {\ce {SeO4^{2-}}}} i cations sodi {\displaystyle {\ce {Na+}}}, la qual fórmula química és {\displaystyle {\ce {Na2SeO4}}}.
El selenat de sodi es presenta con un sòlid blanc o incolor, amb cristalls prismàtics que cristal·litzen en el sistema ortoròmbic. La seva densitat és de 3,098 g/cm³, quan s'escalfa es descompon, és soluble en aigua (a 25 °C se'n dissolen 58,5 g en 100 g d'aigua. Forma l'hidrat {\displaystyle {\ce {Na2SeO4*10H2O}}}.
Gràcies a la seva excel·lent biodisponibilitat, el selenat de sodi s'utilitza com a font inorgànica de seleni. S'aplica al sector agroalimentari per a la bio-fortificació de cultius. Té un ús profilàctic i terapèutic generalitzat en medicaments veterinaris contra malalties i trastorns relacionats amb les deficiències de seleni en animals. Una de les primeres aplicacions del selenat de sodi fou a la indústria del vidre.